# Skiffle
Skiffle je podžánr folkové hudby s vlivem jazzu a blues, který bývá hrán na podomácku vyrobených hudebních nástrojích. Vznikl v první polovině dvacátých let 20. století v USA, kde jeho popularita trvala do 40. let, poté se stal znovu populárním ve Velké Británii v 50. letech, kde přispěl ke vzniku beatu a britského blues.